# Абаза (місто)
Абаза́ (рос. Абаза, хак. Абаза) — місто в Таштипському районі Республіки Хакасія, Росія.
Населення міста становить 17 129 осіб (2008; 17,5 тис. в 2005, 18,5 тис. в 1996).

## Розташування
Місто лежить у міжгірній улоговині, біля верхів'я річки Абакан, за 144 км на південь від міста Абакан. На північному заході піднімаються лісисті схили гірського хребта Кірса, на півдні та південному сході — Джойського хребта.

## Історія
Місто виникло в 1856 році у зв'язку з розробкою залізнорудного Абаканського родовища. У 1867 році уральським купцем Кольчугіним тут був заснований чавуноливарний та залізоробний завод, який діяв до 1926 року. Селище дістало назву від скорочення «АБАканський ЗАвод». У період 1926—1957 років родовище не експлуатувалось. Потім видобуток відновили, 1957 року селищу надали статус селища міського типу, з 1966 року — місто, а з 2003 року — місто республіканського значення.

## Економіка
В Абазі є залізнична станція на залізничній гілці лінії Новокузнецьк — Абакан. Автомобільна дорога до міста Ак-Довурак (Тива).
За 5 км розташоване Абаканське залізорудне родовище (АТ «Абаканське рудоуправління»). У місті працюють м'ясокомбінат, ліспромгосп, швейна фабрика та інші підприємства.

### Засоби масової інформації
У місті телеефір займають 2 телекомпанії: «Телекомпанія ТВ-Абаза» та «МТВ-Абаза». Видаються газети: «Абазинський кур'єр» та «Абазинський вісник».